# Liste von Söhnen und Töchtern der Stadt Oak Park (Illinois)
Dies ist eine Liste bekannter Persönlichkeiten, die in der US-amerikanischen Stadt Oak Park (Illinois) geboren wurden. Die Liste erhebt keinen Anspruch auf Vollständigkeit.

## Bis 1900

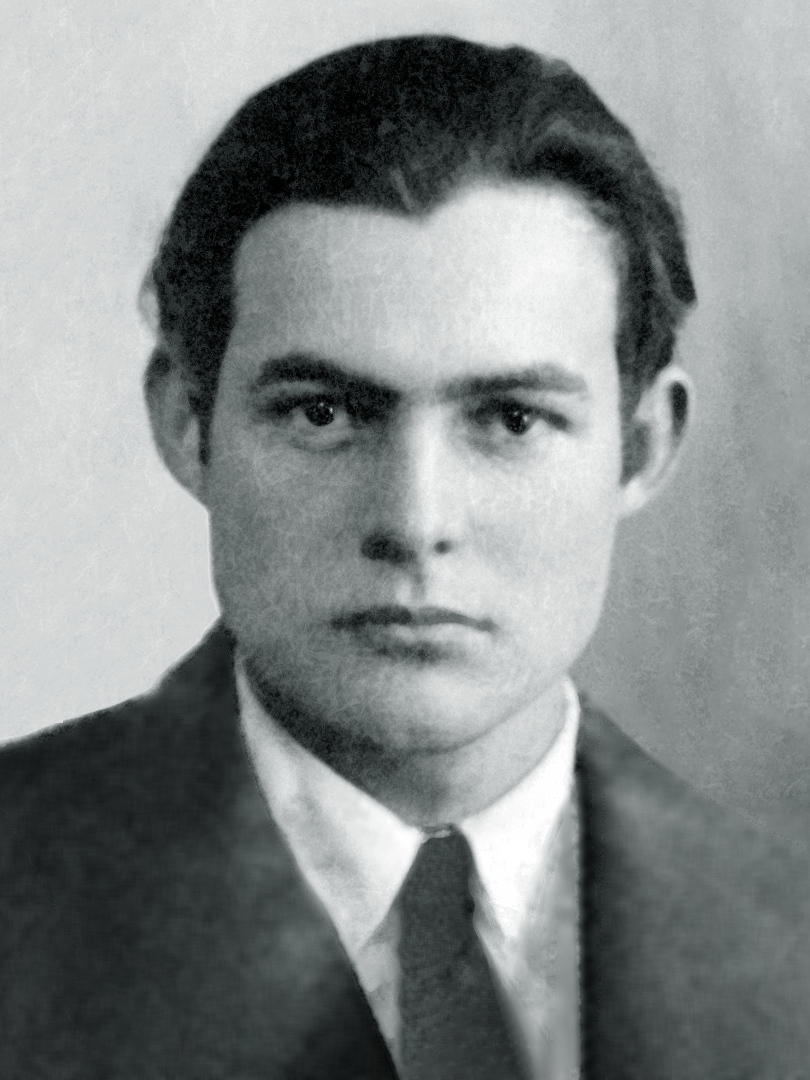
Ernest Hemingway
(1899–1961)

- Charles William Dahlgreen (1864–1955), Maler und Grafiker
- Clarence Hemingway (1871–1928), Mediziner und Vater von Ernest Hemingway
- William Vosburgh (1890–1953), Wasserballspieler
- Lloyd Wright (1890–1978), Architekt und Landschaftsarchitekt
- Harry Goelitz (1894–1971), Leichtathlet[1]
- Jeannette Howard Foster (1895–1981), Autorin, Dichterin, Bibliothekarin und Hochschullehrerin
- Doris Humphrey (1895–1958), Tänzerin und Choreografin
- Ernest Hemingway (1899–1961), Schriftsteller
- John C. Slater (1900–1976), Theoretischer Physiker und Chemiker

## 1901–1930

Ray Kroc
(1902–1984)

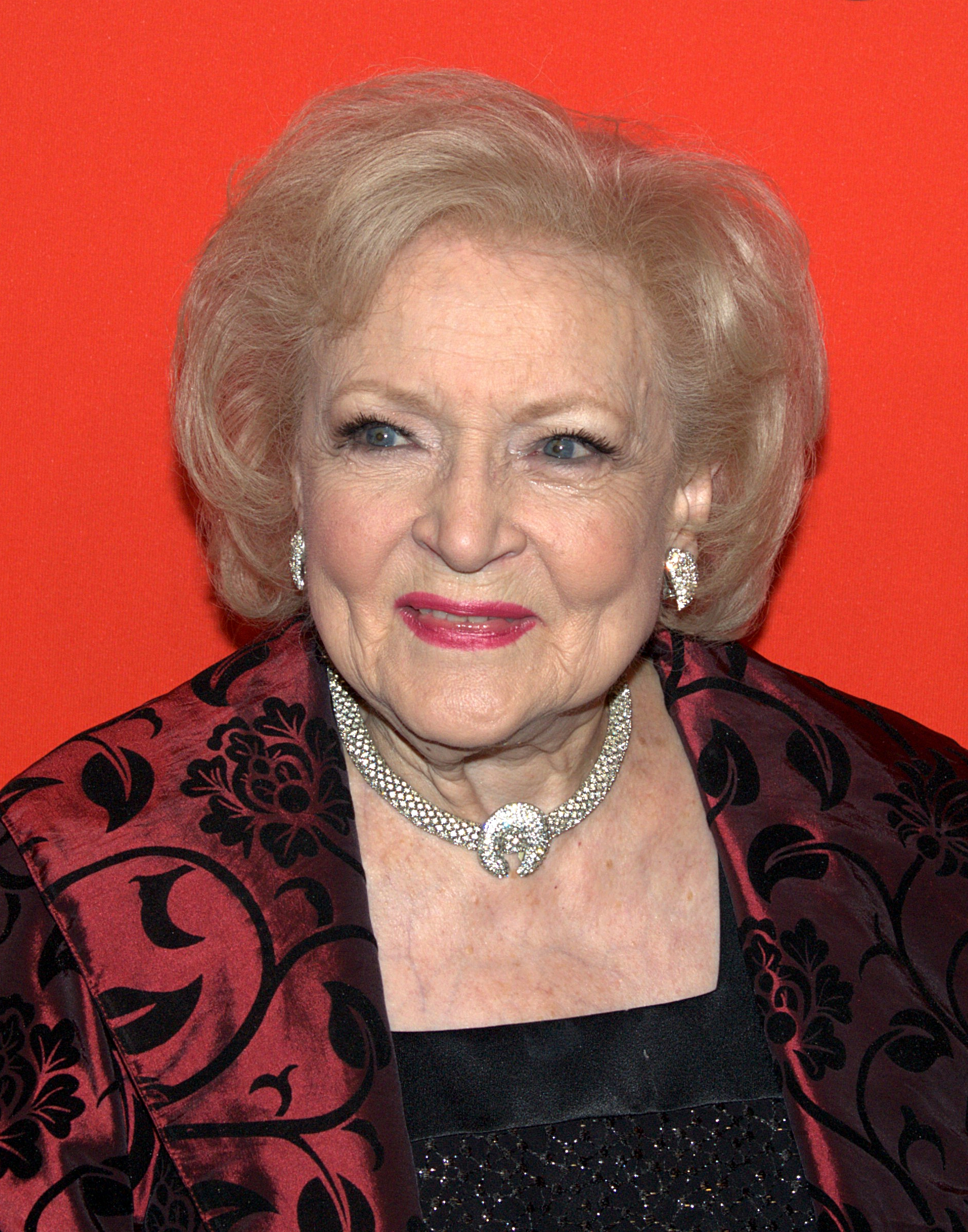
Betty White
(1922–2021)

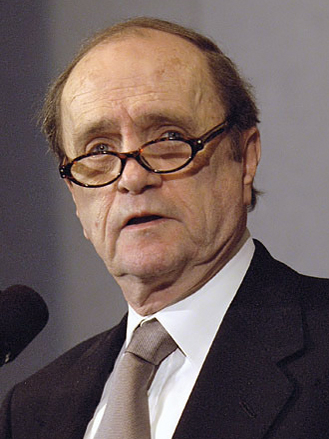
Bob Newhart
(1929–2024)

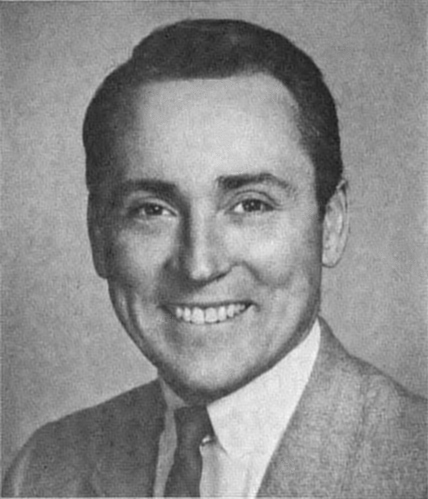
John Bertrand Conlan
(1930–2021)

- Agnes Newton Keith (1901–1982), Schriftstellerin[2]
- Ray Kroc (1902–1984), Gründer der McDonald’s Corporation
- Carl Rogers (1902–1987), Psychologe und Psychotherapeut
- Wilton M. Krogman (1903–1987), Anthropologe
- Dave Tough (1907–1948), Schlagzeuger des Hot Jazz und des Swing
- Julie Haydon (1910–1994), Schauspielerin[3]
- John Sturges (1910–1992), Regisseur und Produzent
- Edith Nash (1913–2003), Schriftstellerin[4]
- Leicester Hemingway (1915–1982), Schriftsteller
- Jack Kasley (1916–1989), Schwimmer[5]
- William Bishop (1918–1959), Schauspieler
- John La Montaine (1920–2013), Komponist und Pianist
- Michael Shurtleff (1920–2007), Autor und Casting Director
- Bill Parks (1921–2008), Segelsportler
- Betty White (1922–2021), Schauspielerin und Moderatorin
- Kermit Edward Krantz (1923–2007), Gynäkologe
- Don Alden Adams (1925–2019), Präsident der Wachtturm-Gesellschaft, einer Rechtskörperschaft der Zeugen Jehovas
- Edgar H. Brown (1926–2021), Mathematiker
- Raymond Emil Goedert (1927–2023), römisch-katholischer Weihbischof im Erzbistum Chicago* Lois Nettleton (1927–2008), Schauspielerin
- Andrew Greeley (1928–2013), Schriftsteller, Soziologe und Priester der römisch-katholischen Kirche
- Thomas E. Kurtz (1928–2024), Mathematiker und Informatiker
- Richard C. Atkinson (* 1929), Psychologe
- Bob Newhart (1929–2024), Schauspieler und Stand-up-Comedian
- John Bertrand Conlan (1930–2021), Politiker

## 1931–1960

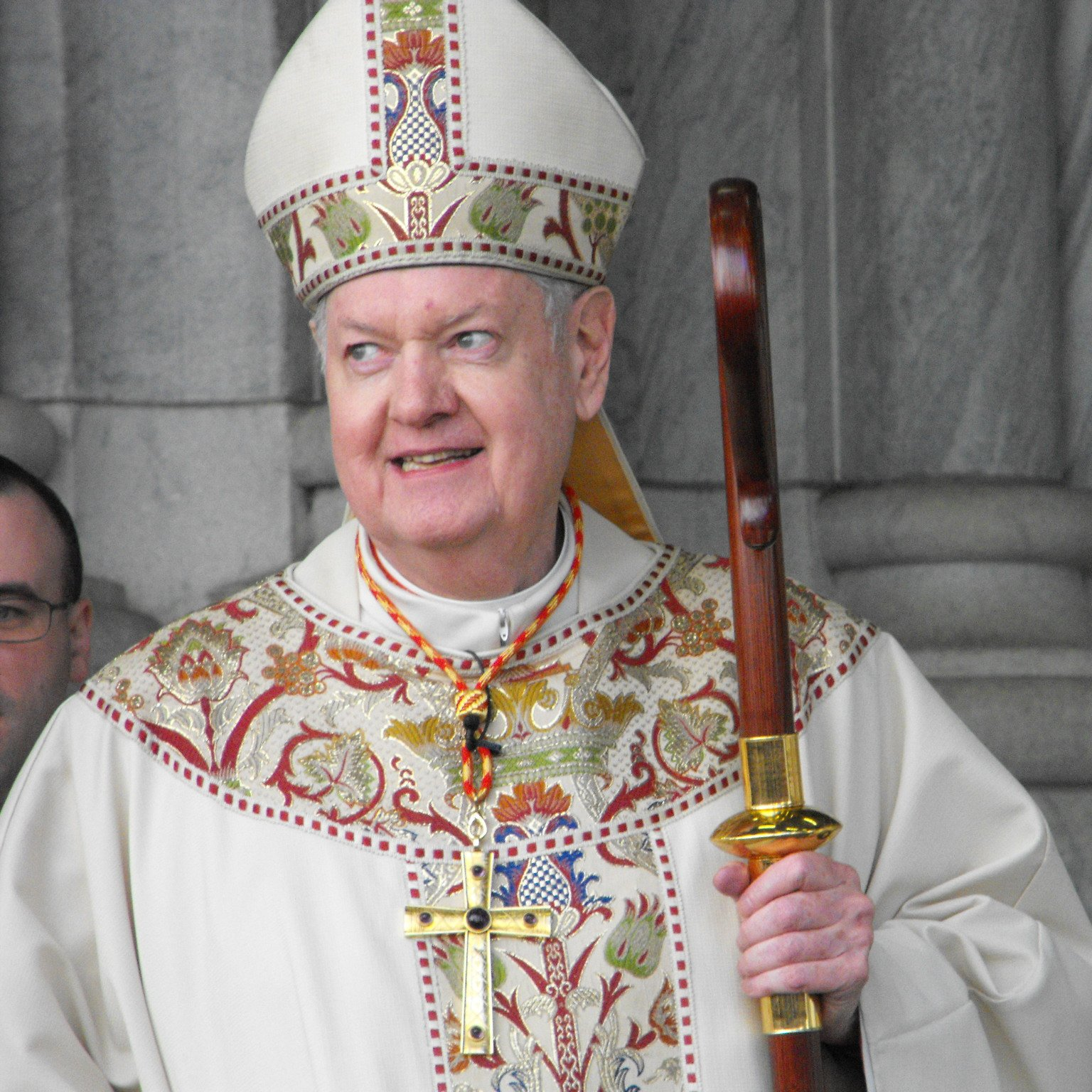
Edward Michael Egan
(1932–2015)

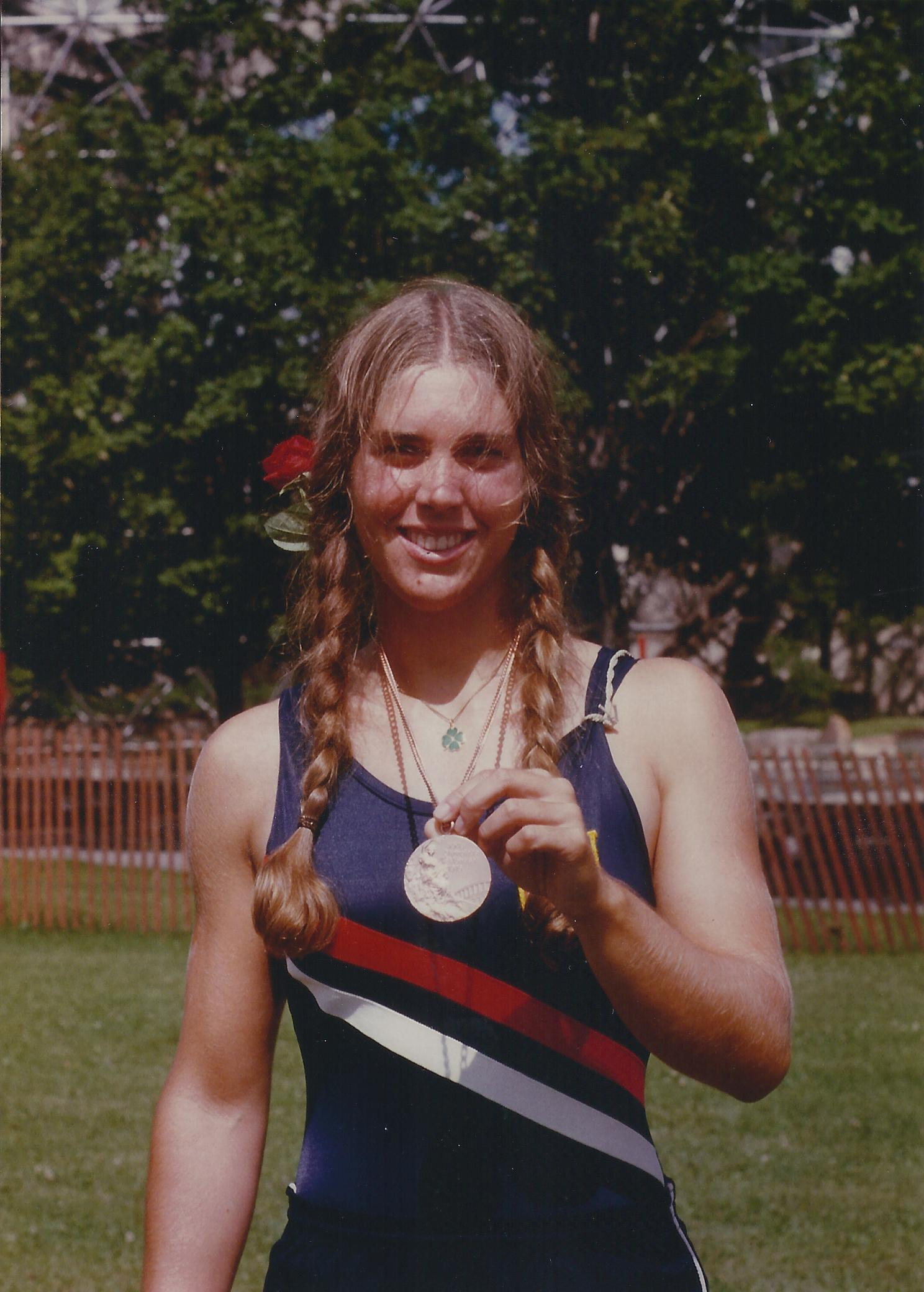
Carol Brown
(* 1953)

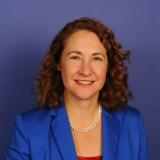
Elizabeth Esty
(* 1959)

- Forrest Mars, Jr. (1931–2016), Unternehmer und Inhaber der „Mars Incorporated“
- John Robert Schrieffer (1931–2019), Physiker; Nobelpreisträger von 1972
- Edward Michael Egan (1932–2015), römisch-katholischer Erzbischof des Erzbistums New York
- Robert W. Jones (1932–1997), Komponist
- Joseph P. Kerwin (* 1932), Astronaut
- Bruce Davidson (* 1933), Fotograf
- John G. Avildsen (1935–2017), Filmregisseur, Filmeditor und Filmproduzent
- Elizabeth R. Gebhard (* 1935), Klassische Archäologin
- Carol Shields (1935–2003), kanadische Schriftstellerin und Dichterin
- Richard Bach (* 1936), Schriftsteller und Pilot
- Deanna Lund (* 1937), Schauspielerin[6]
- Frank Hoppensteadt (* 1938), Mathematiker
- Robert Siegel (1939–2012), Schriftsteller, Dichter und Anglist
- William Stowe (1940–2016), Ruderer
- Gretchen Dutschke-Klotz (* 1942), Autorin und Studentenaktivistin; Witwe des 1979 verstorbenen Rudi Dutschke
- Jack Garman (1944–2016), Informatiker und NASA-Mitarbeiter
- James Green (1944–2016), Historiker
- Tom Bianchi (* 1945), Aktfotograf, Bildhauer und Schriftsteller
- Sandra Lynch (* 1946), Juristin und Richterin
- Beverly Archer (* 1948), Schauspielerin und Drehbuchautorin
- John Kinsella (* 1952), Schwimmer
- Mike Shanahan (* 1952), American-Football-Trainer
- Keith Szarabajka (* 1952), Schauspieler und Synchronsprecher
- Carol Brown (* 1953), Ruderin
- James Luhr (1953–2007), Vulkanologe
- Daniel Pyne (* 1955), Drehbuchautor
- Judy Tenuta (1949–2022), Schauspielerin[7]
- David Santee (* 1957), Eiskunstläufer
- Amy Morton (* 1958), Theaterschauspielerin und Regisseurin
- James Thomson (* 1958), Zellbiologe
- Elizabeth Esty (* 1959), Politikerin
- Mary E. Miller (* 1959), Politikerin, Vertreterin von Illinois im US-Repräsentantenhaus
- Lee Archambault (* 1960), Astronaut
- Kathy Griffin (* 1960), Schauspielerin, Synchronsprecherin, TV-Produzentin und Stand-up-Comedian

## Ab 1961

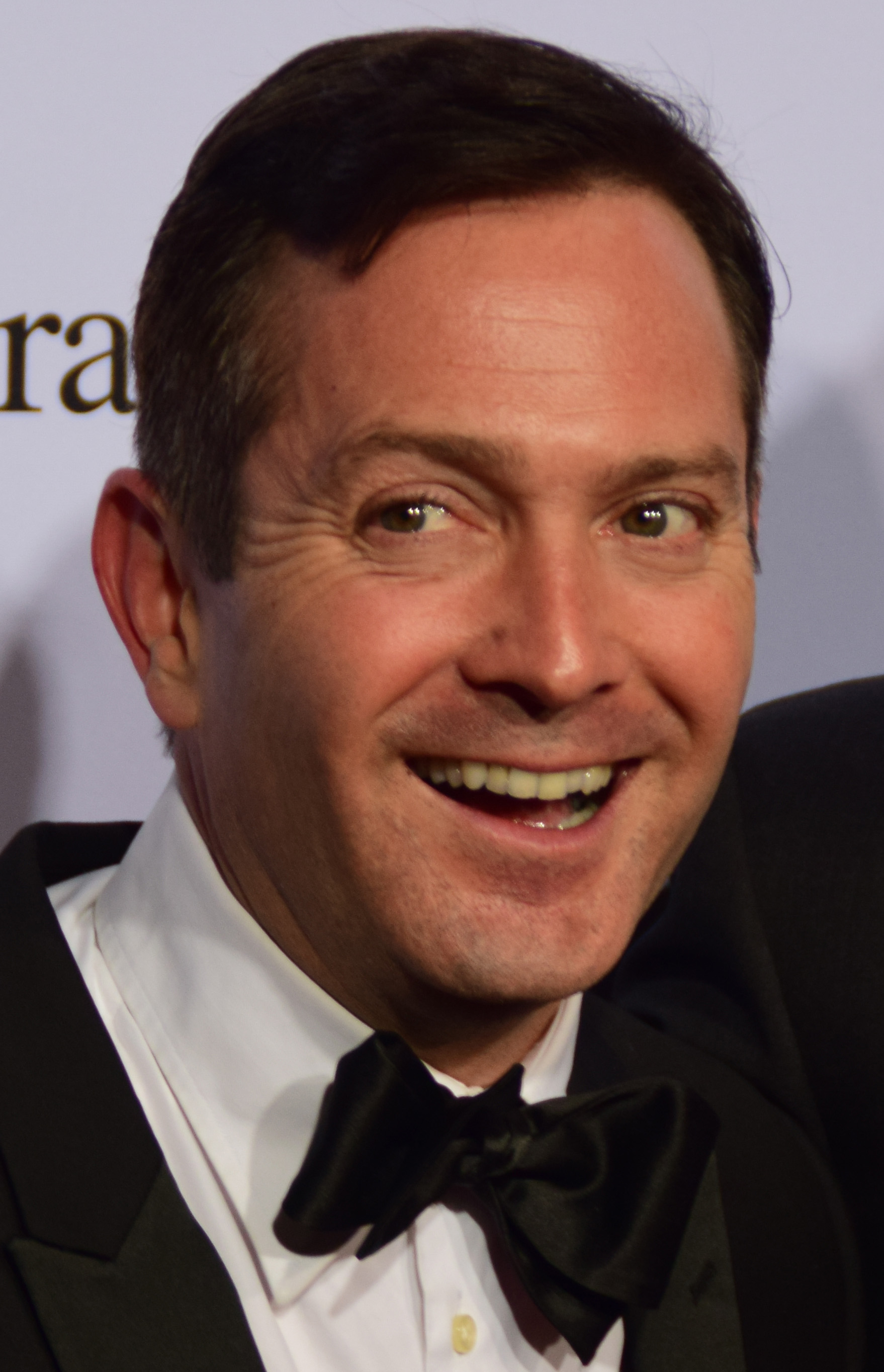
Thomas Lennon
(* 1970)

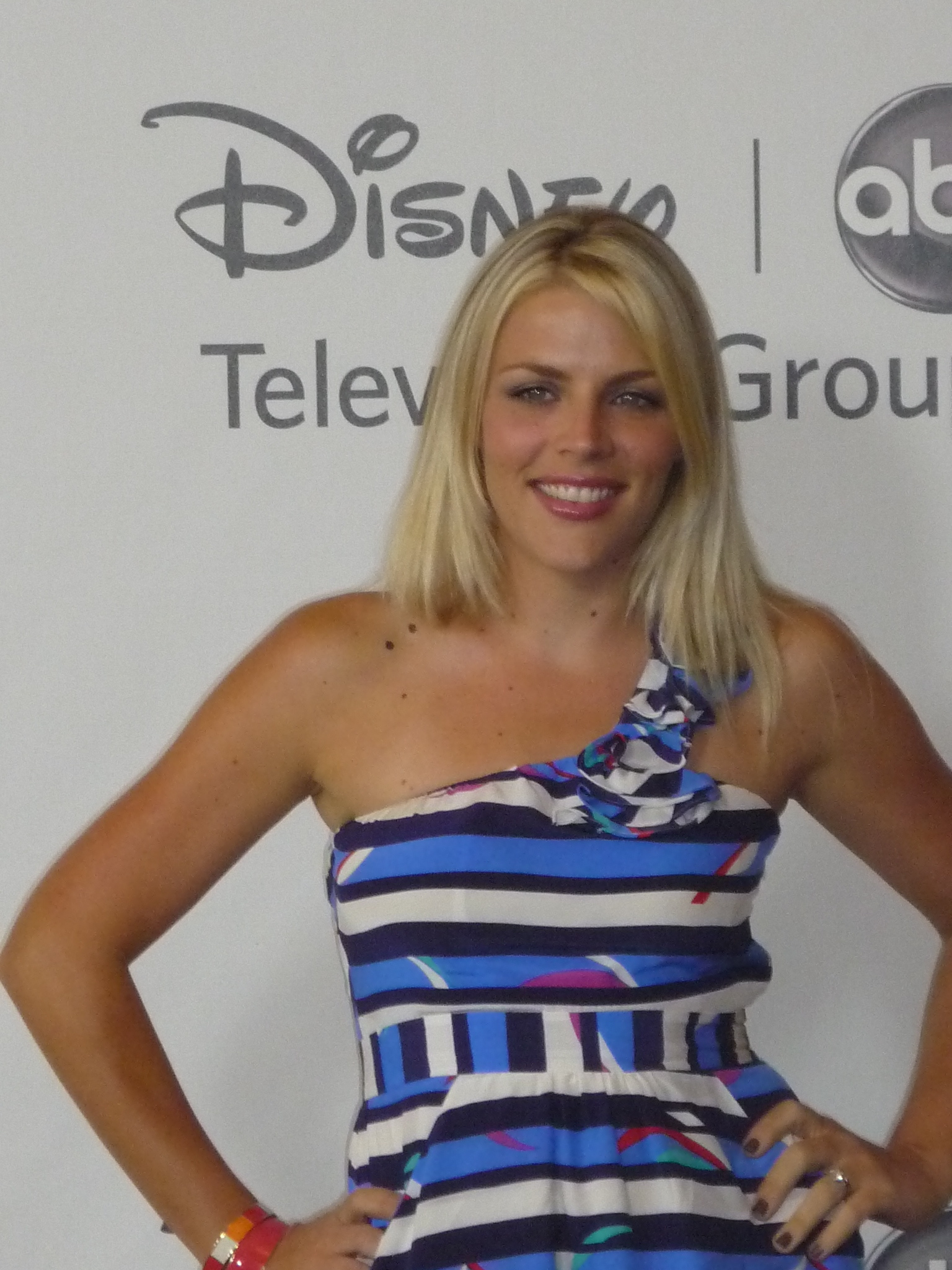
Busy Philipps
(* 1979)

- Hildegard Dubnick (* 1961), Benediktinerin, Äbtissin im bayerischen Kloster St. Walburg
- Joseph J. Lawson (* 1962), Filmregisseur und Spezialist für visuelle Effekte
- Hannah Storm (* 1962), Sportjournalistin
- Carol Feeney (* 1964), Ruderin
- Linda French (* 1964), Badmintonspielerin
- Marjorie Vincent (* 1964), Miss America 1991[8]
- Jessica Bendinger (* 1966), Drehbuchautorin
- Thomas Lennon (* 1970), Schauspieler, Drehbuchautor und Produzent
- Tony Fiore (* 1971), Baseballspieler[9]
- Chad Trujillo (* 1973), Astronom
- Kate Norby (* 1976), Schauspielerin[10]
- Joe Corvo (* 1977), Eishockeyspieler
- Busy Philipps (* 1979), Schauspielerin und Drehbuchautorin
- Nikos Tselios (* 1979), US-amerikanisch-griechischer Eishockeyspieler
- Cathy Kelley (* 1988), Fernsehmoderatorin und Sportjournalistin
- Iman Shumpert (* 1990), Basketballspieler und Rapper
- Emery Lehman (* 1996), Eisschnellläufer